# Caloh Wagoh
Caloh Wagoh Main Triad MC is een 1%MC (motorclub) die is ontstaan na een samenvoeging van Trailer Trash MC en de Haagse straatbende Crips. De motorclub is in 2016 opgericht nadat prominenten Michel (Trailer Trash Maro Djipen) en Keylow (Crips) hun eigen weg kozen. Veel leden zijn van Surinaamse afkomst of zijn woonwagenbewoner. Er zijn tientallen afdelingen in Nederland, België, Verenigd Koninkrijk en Suriname.

## Criminele activiteiten
In verband met de aanslag op Panorama op 22 juni 2018, werd de 41-jarige Richard Z. aangehouden. Richard Z. was de president van Afdeling Silencio in Woerden en werd verdacht van betrokkenheid bij de aanslag met een antitankwapen. Ook twee andere leden werden opgepakt.
Op 19 april 2021 heeft de rechtbank Midden-Nederland op eis van het Openbaar Ministerie de motorclub verboden en ontbonden. De vereniging zelf was niet verschenen, maar wel zes leden-belanghebbenden. De motivering van de rechtbank luidde dat de werkzaamheid van Caloh Wagoh in strijd was met de openbare orde en dat Caloh Wagoh daarom moest worden verboden en ontbonden. Die werkzaamheid bestond volgens de rechtbank zowel uit gedragingen van Caloh Wagoh zélf en uit gedragingen die voortkomen uit de geweldscultuur van Caloh Wagoh. De beslissing werd in hoger beroep door het gerechtshof Arnhem-Leeuwarden bekrachtigd.

### Strafproces Eris
Ook werden leden ervan verdacht betrokken te zijn geweest bij de moord op Stefaen Bogaarts en Jaïr Wessels.
Op 21 november 2018 vond een grote landelijke actie tegen Caloh Wagoh MC plaats, onder leiding van Politie Den Haag. Hierbij werden op diverse locaties in Nederland invallen gedaan. Kopstukken Delano R. (Keylow) en Greg Remmers werden hierbij aangehouden. In de dagen die volgden werd bekend dat justitie in zee is gegaan met kroongetuige Tony de G. De rechtszaak kreeg de roepnaam 'Eris'. Er waren 18 deelonderzoeken. De Rechtbank Midden-Nederland begon op 30 augustus 2021 met de inhoudelijke behandeling. De verdenkingen bestonden o.a. uit vijf moorden, zes pogingen tot moord, poging tot meervoudige doodslag, de voorbereiding van nog eens 8 moorden, mishandeling, afpersing, poging tot beschieting van een pand, bezit en handel in verboden (vuur)wapens en lidmaatschap van een criminele organisatie.
In totaal stonden 21 personen terecht die in verschillende samenstellingen verdacht werden van plegen of medeplegen van de strafbare feiten.

#### Overzicht van de verdenkingen
- Deelname aan een criminele organisatie

- Moord op Justin Jap Tjong in Amsterdam op 31 januari 2017
- Moord op Farid Souhali in Den Haag op 17 april 2017
- Moord op Jaïr Wessels in Breukelen op 7 juli 2017 en de poging tot moord op dezelfde persoon op 5 juli van hetzelfde jaar
- Moord op Zeki Yumusak in Rotterdam op 25 juli 2017
- Moord op Stefaan Bogaerts in Spijkenisse op 21 september 2017
- Poging tot moord op één slachtoffer in Spijkenisse op 9 maart
- Viervoudige poging tot moord in Amsterdam op 17 maart 2017
- Poging tot meervoudige doodslag op bewoners van een pand in Doorn en poging tot beschieting van hetzelfde pand op 29 juni 2017
- Voorbereiden/uitlokken van een moord in de periode 2 februari 2017 t/m 10 januari 2018
- Voorbereiden/uitlokken van twee moorden in de periode 17 t/m 19 februari 2017
- Voorbereiden/uitlokken van een moord in de periode 17 t/m 19 februari 2017
- Voorbereiden/uitlokken van een moord in de periode 17 t/m 19 februari 2017
- Voorbereiden/uitlokken van een moord in de periode juli t/m september 2018
- Mishandeling van een vrouw op 25 oktober 2016
- Afpersing van twee slachtoffers in de periode 2017-2018
- Bezit van verboden (vuur)wapens op 25 oktober 2016
- Bezit van verboden (vuur)wapens in de periode van 15 augustus 2017 t/m 16 april 2019
- Handel in verboden (vuur)wapens in de periode van 15 februari 2019 t/m 27 maart 2019

Hoofdverdachten Delano R., Feno D. en Jermaine B. werden in juli 2022 veroordeeld tot een levenslange gevangenisstraf. Daarnaast werden nog 15 andere verdachten veroordeeld. Er is hoger beroep ingesteld.